# Zehneria indica
Zehneria indica är en gurkväxtart som först beskrevs av João de Loureiro, och fick sitt nu gällande namn av Monique Keraudren. Zehneria indica ingår i släktet Zehneria och familjen gurkväxter. Inga underarter finns listade i Catalogue of Life.

## Bildgalleri

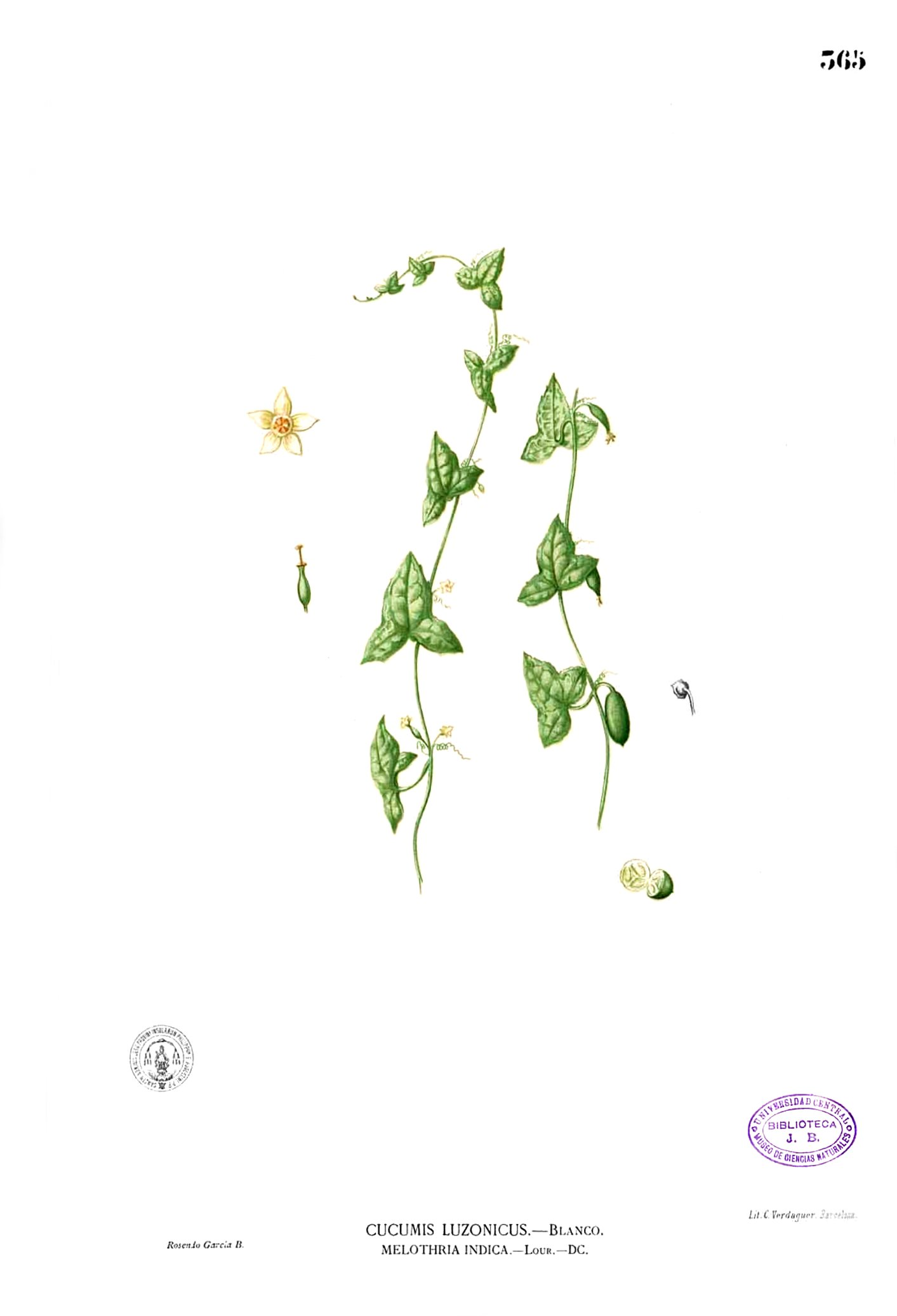